# Захаров, Евгений Валерьевич
Евгений Валерьевич Захаров (род. 12 октября 1977, Казань, СССР) — российский хоккеист, нападающий.

## Биография
Воспитанник казанского хоккея. Выступал за команды «Тан» Казань (1993/94), «Итиль-2» / «Ак Барс» / «Ак Барс» (1993/94 — 1997/98, 1999/2000, 2003/04, 2005/06), «Ак Барс» (1996/97 — 1997/98, 1999/2000), «Нефтехимик» Нижнекамск (1997/98, 1999/2000), «Нефтяник» Альметьевск (1997/98, 2000/01 — 2001/02), «Салават Юлаев» (2000/01), «Сокол» Новочебоксарск (2001/02 — 2003/04 — 2005/06), «Ариада» Волжск (2002/03).
Бронзовый призёр Межконтинентального кубка (1999). Многократный чемпион Казани и Татарстана в составе «Динамо» Казань. Многократный победитель и призёр Всемирных игр полицейских и пожарных в составе сборной России.
Окончил Камский государственный институт физической культуры (2007). Тренер в казанских школах «Волна» (2013—201?), «АК Барс» (с 2017).